# Pachycara cousinsi
Pachycara cousinsi är en fiskart som beskrevs av Møller och King 2007. Pachycara cousinsi ingår i släktet Pachycara och familjen tånglakefiskar. Inga underarter finns listade i Catalogue of Life.